# فيرن
فيرن (بالإنجليزية: Fern)‏ هو موسيقي أمريكي، ولد في 16 مايو 1979 في كاغواس في الولايات المتحدة.

## وصلات خارجية
- فيرن على موقع ميوزك برينز (الإنجليزية)